# Brigitte Gutmann
Brigitte Gabriele Gutmann, geborene Brigitte Gabriele Kern (* 19. April 1946 in Karlsruhe) ist eine deutsche Pädagogin und Schriftstellerin.

## Leben
Sie studierte an der Pädagogischen Hochschule in Karlsruhe Pädagogik mit den Fächern Deutsch und Musik für Realschulen. Zunächst arbeitete sie als Lehrerin in Hardheim im Odenwald und später für lange Zeit in Karlsruhe. 1979 Heirat mit Peter Gutmann. Erwerb eines Hauses in Kappelrodeck. Von 1980 bis 1985 lebte sie in Kairo, weil Peter Gutmann eine Stelle als Auslandslehrer an der Deutschen Evangelischen Oberschule antrat. In dieser Zeit wurden ihre beiden Söhne Michael und Martin geboren (1980 und 1983). Seit 1988 war sie wieder als Lehrerin tätig, von 1989 bis 2007 in Kappelrodeck an der Realschule, wo ihr Mann zehn Jahre bis 2006 Konrektor war. Mittlerweile ist sie pensioniert und wohnt in Bühl/Baden. Sie hat 5 Enkelkinder.
Seit 1973 ist sie schriftstellerisch tätig, erste Veröffentlichungen erfolgten in Zeitungen und Zeitschriften. 1979 erschien ein Feuilleton über den Karlsruher Schriftsteller Heinrich Vierordt mit dem Titel Schattentanz und Puppenspiel, das im Studio Karlsruhe aufgenommen und im Rundfunk gesendet wurde. Das Hörspiel Puzzlespiel oder Hechts werden besucht wurde 1980 vom Südwestfunk in  Baden-Baden ausgestrahlt. 1985 schrieb Gutmann ein Libretto zu der Märchenoper Das Märchen vom falschen Prinzen nach Wilhelm Hauff, die Musik komponierte Wolfgang Biersack. 1990 veröffentlichte sie ihr erstes Buch Unter der Sonne Amuns und Allahs mit ägyptischen Gedichten und Fotografien von ihrem Ehemann Peter.
Brigitte Gutmann war Mitglied im Steinbach Ensemble und im Freien Deutschen Autorenverband.  Sie hält Lesungen, auch szenische Lesungen, in Buchhandlungen, auf der Leipziger Buchmesse, in sozialen Einrichtungen und innerhalb des Autorennetzwerks Ortenau- Elsass, das 2013 von Karin Jäckel gegründet wurde. Sie nimmt regelmäßig am Literarischen Café in Baden-Baden teil. Von 1999 bis 2009 leitete Gutmann die literarisch-musikalischen Matinée in Achern. Außerdem arbeitet sie als freie Mitarbeiterin bei den regionalen Zeitungen.

## Veröffentlichungen
- Mitwirkung bei Norman Hothums Gedichtanthologie De proprietate sincera anni oder Vom wahren Wesen des Jahres, Verlag Das Beispiel, Darmstadt 1997, ISBN 3-923974-63-9
- Unter der Sonne Amuns und Allahs, ägyptische Gedichte, ms-druck ötigheim 1990, Fotos Peter Gutmann, ISBN 3-925418-18-0
- Vom Glanz in deinen Augen und von der Berechtigung deiner Schreie, Gedichte über die Geburt und das 1. Lebensjahr eines Kindes. Fotos Peter Gutmann, Edition Lossburg 1992, ISBN 3-927932-79-5
- Geschichte von dem verliebten Apfel, Märchen, Jasmin-Eichner-Verlag 1996, Illustration Günter Remus, ISBN 3-931187-17-9
- Wortblitzlichter, japanische Lyrik, ms-druck ötigheim 1999, Seidenmalereien Eva Schniedertüns Gornik, ISBN 3-925418-71-7
- Jahresläufe, Lyrik, ms-druck ötigheim 1999, Photos Peter Gutmann, ISBN 3-925418-74-1
- Im Jahr der Saatkrähe, Erzählungen, (Hrsg. Rudolf Stirn), Alkyon Verlag, Weissach 2003, Illustration Helmut Kern, ISBN 3-933292-63-8
- Von Bären und Goldsuchern, ein lyrisches Tagebuch, Po-Literatur-Verlag Mammendorf 2007, Photos Peter Gutmann, ISBN 978-3-86611-323-7
- Die tanzenden Delfine, eine auf dem Sinai spielende Erzählung, Salon-Literatur-Verlag München 2011, ISBN 978-3-939321-34-7
- Der geheimnisvolle Garten des Glücks, Märchen. BoD 2013, Illustration Norman Hothum, ISBN 978-3-7322-9717-7
- Spielarten der Liebe, Lyrik, Wiesenburg Verlag Schweinfurt 2017, Einband Klaus-Jürgen Prohl, ISBN 978-3-7519-4235-5
- Robby, der kleine Roboter, ein Kinderbuch. BoD 2020, Illustration Anna-Maria Oeser, ISBN 978-3-7519-4235-5
- Corona Decamerone, eine Anthologie von Karin Jäckel (Hrsg.), Edition Blaue Stunde 2020, ISBN 978-3-948366-03-2

## Auszeichnungen
- 1980 bei der Vorentscheidung zum Kleinkunstpreis Baden-Württemberg im Raum Karlsruhe 1. Preis der Sparte Wort.
- 1998 beim Literaturwettbewerb des FDA in den Sparten Lyrik und Prosa jeweils der 5. Platz.
- 2014 Beim Conrad-Winter-Preis im Rahmen des 10. SUMMERLIED-FESTIVALS in Ohlungen/Elsass 3. Platz.
- 2014 Mitwirkung beim Kurzgeschichten-Wettbewerb LEADER Mittlerer Schwarzwald, dabei wurde die Kurzgeschichte „Eine Kindheit zu Füßen der Hornisgrinde“ unter die zehn besten gewählt.
- 2018 Conrad-Winter-Dichtungspreis im Rahmen des 12. SUMMERLIED-FESTIVALS in Ohlungen 3. Platz.
- 2019 Leserabe-Schreibwettbewerb des Autorennetzwerks Ortenau/Elsass 3. Platz, Prosa.
- 2020 Concours Clemenceau in Bischwiller, Concours Sylvie Reff, en alsacien et allemand, Selver Priss, 2. Platz zusammen mit Christiane Bach.